# Documentário (álbum)
Documentário é o quinto disco solo do rapper brasileiro Kamau. Lançado em 16 de fevereiro de 2024  pelo selo independente Plano Áudio. Kamau prefere não rotular o trabalho como álbum ou EP, mas sim como uma sequência do que vem criando ao longo do tempo.
O disco foi construído com o lançamento de uma faixa por mês entre janeiro e dezembro de 2023, culminando com uma faixa inédita no lançamento do álbum, totalizando 13 faixas, onde a primeira letra dos títulos das 12 primeiras faixas formam a palavra "documentário" e a 13ª faixa, homônima ao álbum, completa o trabalho.
Pela tradição de lançar algum trabalho em 21 de dezembro, que se iniciou em 2009, Kamau começou a receber mensagens sobre lançar algum trabalho em 21 de dezembro de 2022. Ele não tinha nada planejado, mas, no próprio dia 21, resolveu criar uma música e lançar sem nenhuma pretensão. Compôs ela inteira no mesmo dia, assim como o beat. Gravou em 23 de dezembro de 2022 e agilizou o processo para a faixa ser lançada na primeira semana de janeiro de 2023. Assim, surgiu a “DoisTrês”, faixa que faz referências ao ano de 2023 e ao dia em que foi gravada.

## Faixas
Todas as faixas escritas e compostas por Kamau. 
| N.º            | Título         | Data de lançamento      | Duração |  |
| 1.             | "DoisTrês"     | 6 de janeiro de 2023    | 1:15    |  |
| 2.             | "Ourives"      | 16 de fevereiro de 2023 | 1:16    |  |
| 3.             | "Classe"       | 10 de março de 2023     | 1:17    |  |
| 4.             | "Uniforme"     | 10 de abril de 2023     | 1:09    |  |
| 5.             | "Meio"         | 5 de maio de 2023       | 1:11    |  |
| 6.             | "Era"          | 9 de junho de 2023      | 1:12    |  |
| 7.             | "Nós"          | 7 de julho de 2023      | 1:15    |  |
| 8.             | "Trilha"       | 11 de agosto de 2023    | 1:07    |  |
| 9.             | "Área"         | 27 de novembro de 2023  | 1:08    |  |
| 10.            | "Retrato"      | 4 de dezembro de 2023   | 1:10    |  |
| 11.            | "Índice"       | 11 de dezembro de 2023  | 1:10    |  |
| 12.            | "Outro..."     | 21 de dezembro de 2023  | 1:17    |  |
| 13.            | "Documentário" | 16 de fevereiro de 2024 | 1:26    |  |
| Duração total: | Duração total: | Duração total:          | 16:28   |  |